# Rysunek

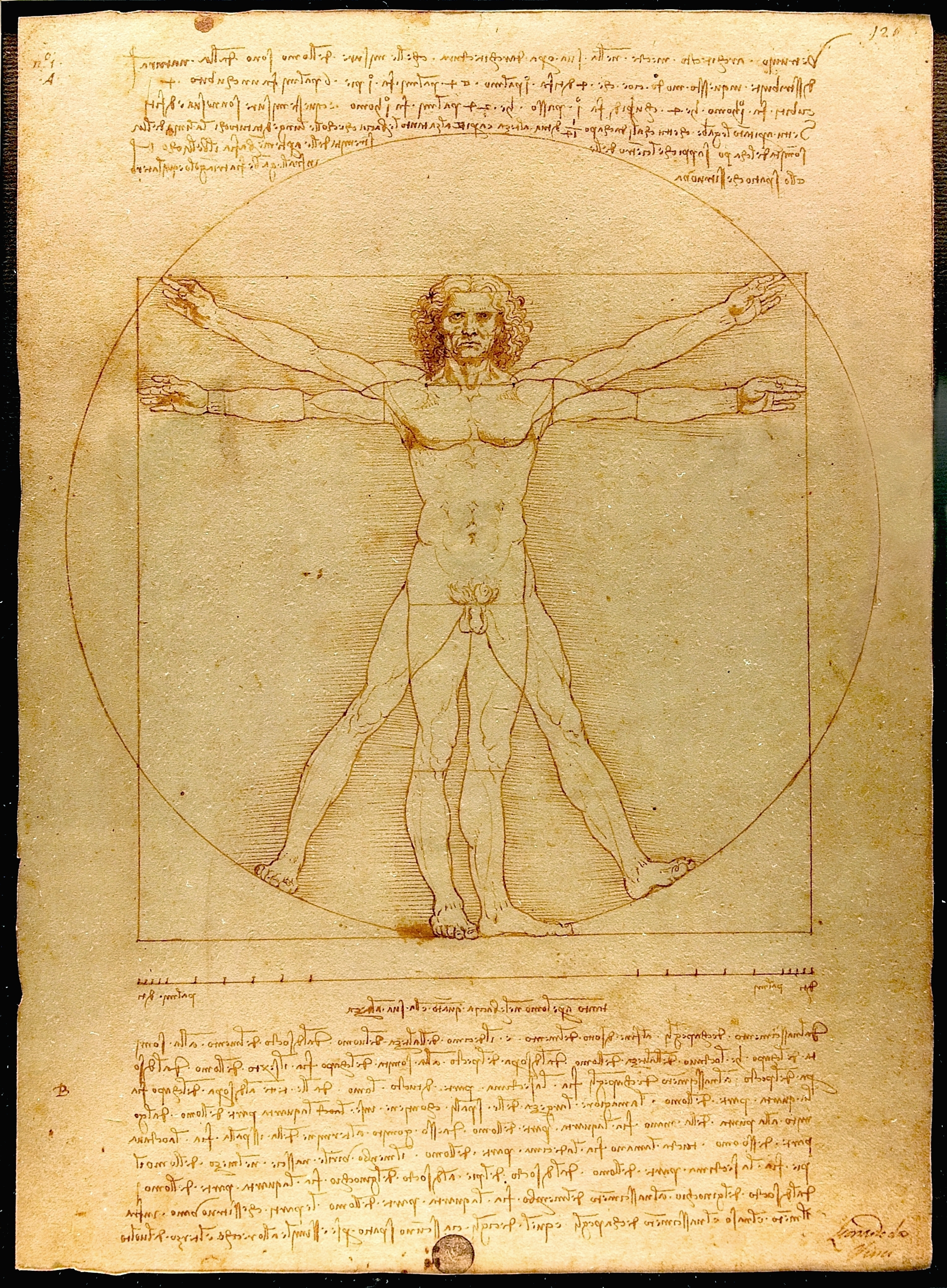
Rysunek człowieka witruwiańskiego Leonarda da Vinci

Rysunek – kompozycja linii wykonana na płaszczyźnie, polegająca na nanoszeniu na powierzchnię walorów wizualnych przy użyciu odpowiednich narzędzi. Także dział sztuk plastycznych.

## Narzędzia i techniki rysunkowe
Narzędziem rysunkowym może być wszystko co pozostawia ślad na powierzchni. Do najbardziej popularnych należą: ołówek, węgiel, tusz rozprowadzany przy pomocy pędzla lub patyka, sangwina, mazak, pastel, kredka, piórko, gumka, kreda a nawet palec. Techniki rysunkowe biorą często nazwy od narzędzi, którymi są wykonywane. Czyli będą to odpowiednio: ołówek, węgiel, tusz lawowany, rysunek pędzlem, rysunek patykiem itd.

## Termin i próby definicji
W starożytnej Grecji początkowo rysowanie, malowanie i pisanie określano jednym słowem - graphein (od nazwy przyrządu rysunkowego). Później słowo to zyskiwało różne odmiany, jednakże to co było związane z rysowaniem odnosiło się zawsze do słowa grapho (np. skiagraphe - rysunek perspektywiczny). Rzymianie początkowo posługiwali się greckim pojęciem graphis (takiego słowa używał Witruwiusz). Potem słowo linea zaczęto rozumieć jako linię lub kreskę i stąd u Pliniusza pojawia się termin pictura linearis. Disegno używane w renesansie jest formą dawniejszego słowa disigno, pochodzącego z kolei od signo - znak. Średniowieczna łacina na określenie m.in. rysunku stosowała wieloznaczne terminy imago lub figura. W Bizancjum język związany z rysowaniem był bardzo bogaty. Była to rozwinięta wersja terminologii greckiej. Najbardziej ogólnym pojęciem było diagrapsas (dosłownie: powstałe w wyniku rysowania lub ciągnięcia linii). W językach słowiańskich termin rysunek stał się powszechny w XVI w. Wcześniej w użyciu były słowa kreska i pisanie oraz ich odmiany.
Zasadniczo terminy oznaczające rysunek powstawały według dwóch formuł, w zależności od tego jak pojmowano sam rysunek. Był on więc albo tym, co powstawało w wyniku czynności rysowania ostrym narzędziem (np. greckie graphein), albo czymś co posiada linie (np. łacińskie pictura linearis). Z nich wykształciło się pojęcie trahere, które definiowało rysunek jako efekt wyciągania linii i którego wpływ można obserwować w wielu językach europejskich. Popularne disegno oznacza coś, co ma w sobie głębszy zamysł. Na wschodzie Europy ważnym dla określenia rysunku był fakt oddzielania od siebie dwóch stref (kreska).

## Historia
Już Pliniusz doceniał umiejętności rysunkowe mistrzów greckich:
Według oświadczeń malarz Parrasjos zdobył pierwsze miejsce w prowadzeniu konturu, na którym polega cała doskonałość obrazu. Malowanie bowiem ciała i powierzchni przedmiotów wymaga wprawdzie dużej sztuki, ale w tej dziedzinie wielu malarzy zyskało sławę; natomiast zakreślanie konturów ciał i ujmowanie malowidła w pewne ramy – to udaje się rzadko.

### Sztuka bizantyjska
Bizantyjscy artyści w IX i X w. stopniowo rozwijali zapomnianą przez pewien okres sztukę rysunku. Wieki XI—XV są już czasem wielkiej popularności tej techniki, przede wszystkim w miniatorstwie.

### Renesans
W renesansie rysunek służył do precyzowania zamysłu twórcy. Malarstwo, rzeźba i architektura były określane wspólnym terminem arti del disegno, czyli sztuki rysunkowe. Włoskie słowo disegno oznaczało pomysł, koncepcję, ale także rysunek. Cennino Cennini jeszcze w XIV w. oddzielił disegnare od colorire, dzięki czemu rysunek uzyskał pewną niezależność. Leone Battista Alberti w swoim traktacie O malarstwie (1435) wyodrębnił w malarstwie trzy dziedziny: disegno, invenzione i colorito. Lorenzo Ghiberti w swoich Commentarii pierwszy zauważył, że rysunek jest podstawą różnych sztuk. Wszyscy komentatorzy sztuki tamtych czasów zgadzali się co to tego, że rysunek jest nieodłączną częścią udanego dzieła. Michał Anioł miał podobno powiedzieć:
Umiejętność rysunku jest źródłem i istotą samego malarstwa, rzeźby i architektury i wszelkiego przedstawienia podpadającego pod zmysły (...). Rysownik, który stanie się panem tej umiejętności, ma w rękach skarb nieoszacowany.

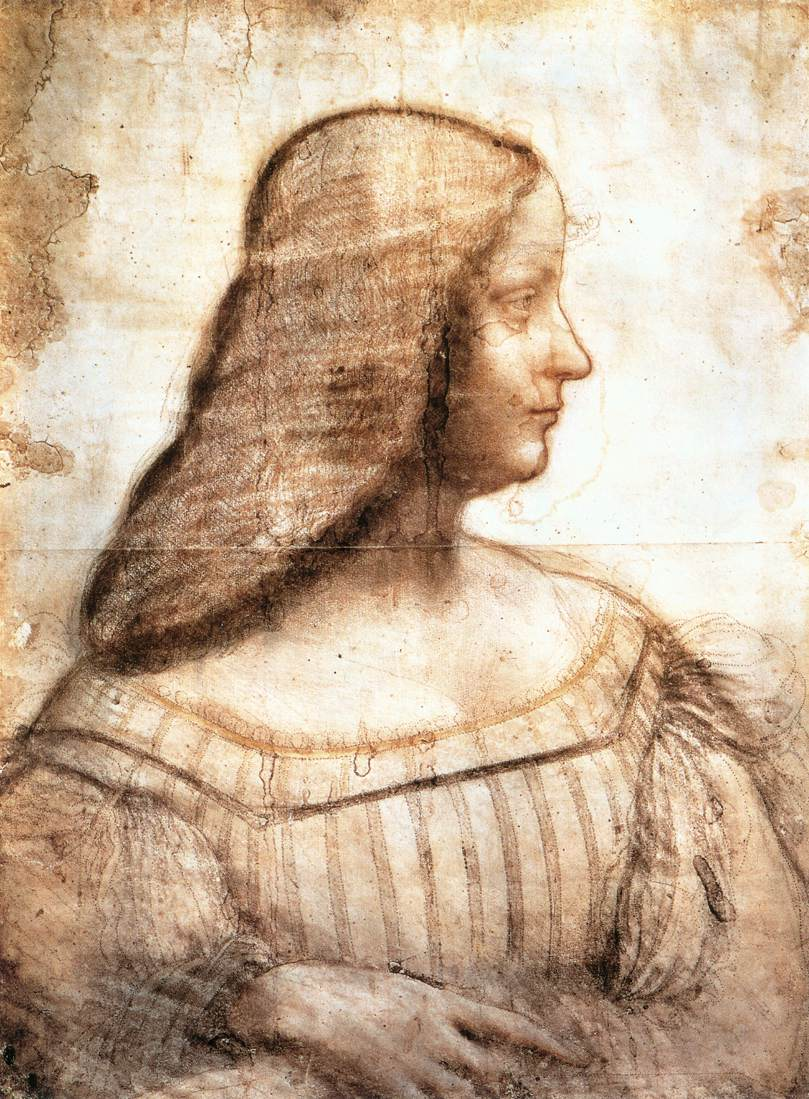
Leonardo da Vinci, Portret Izabeli d’Este

O wartości rysunków jako takich świadczy fakt, iż w 1479 r. Gentile Bellini podarował sułtanowi tureckiemu księgę rysunków swojego ojca, Jacopo Bellini. Jednakże kolekcjonowanie dzieł sztuki tego rodzaju nie było rozpowszechnione. Traktowane były one raczej jako przygotowanie do dzieł malarskich. To utylitarne podejście miało ulec zmianie po wystawie we Florencji w 1504 r. prezentującej kartony Michała Anioła i Leonarda da Vinci, chociaż i wcześniej zdarzało się, iż któreś z dzieł rysunkowych było szczególnie wyróżniane. Przykład może stanowić postawa Izabeli d’Este, która ok. 1500 r. sprowadziła do kolekcji w Mantui swój rysunkowy portret autorstwa Leonarda. Domenico Campagnola, działający od lat 20. XVI w. w Wenecji, sygnował swoje pejzaże rysowane piórkiem, z czego można wnioskować, iż uznane zostały za samodzielne dzieła.

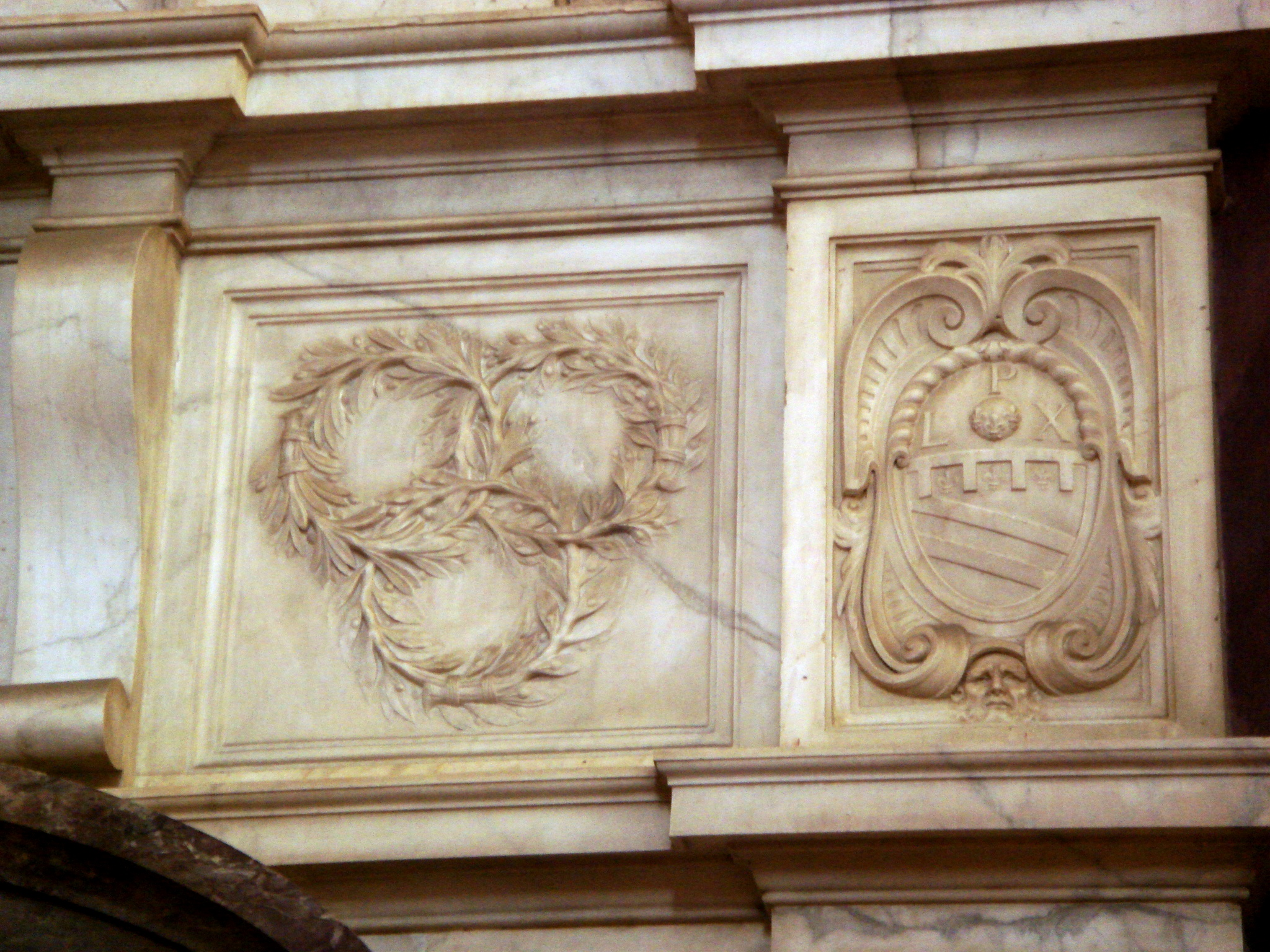
Znak trzech kół na grobie Michała Anioła

W 1563 r. z inicjatywy Giorgio Vasariego we Florencji została utworzona Accademia del disegno (Akademia rysunku). Jej patronem został Michał Anioł, który zmarł w 1564. Na grobie tego rzeźbiarza, malarza i architekta umieszczono znak w postaci trzech nachodzących na siebie kół. Miały one ilustrować propagowaną przez niego tezę, że źródłem tej wszechstronności był rysunek (disegno).
Akademia uczyła rysować z natury jak też poprzez kopiowanie dzieł mistrzów. Dodatkowo program wzbogacały zagadnienia związane z anatomią, proporcjami, perspektywą oraz teoria. W ślad za nią powstawały inne akademie, w których główną ideę stanowiło disegno.

## Artyści rysownicy
XVII wiek:  Jacob de Gheyn II • Guercino • Nicolas Poussin • Rembrandt • Peter Paul Rubens • Pieter Jansz Saenredam
XVIII wiek:  François Boucher • Jean-Honoré Fragonard • Giovanni Battista Tiepolo • Antoine Watteau
XIX wiek: Aubrey Beardsley • Paul Cézanne • Jacques-Louis David • Honoré Daumier • Théodore Géricault • Francisco Goya • Jean-Auguste-Dominique Ingres • Pierre-Paul Prud’hon • Odilon Redon • John Ruskin • Georges Seurat • Henri de Toulouse-Lautrec • Vincent van Gogh
XX wiek: Max Beckmann • Jean Dubuffet • M.C. Escher • Arshile Gorky • George Grosz • Paul Klee • Oskar Kokoschka • Käthe Kollwitz • Alfred Kubin • André Masson • Alfons Mucha • Jules Pascin • Pablo Picasso • Egon Schiele • Jean-Michel Basquiat • Andy Warhol w Polsce: Stanisław Ignacy Witkiewicz • Zofia Stryjeńska • Teodor Axentowicz • Zdzisław Beksiński
XXI wiek: Paula Doepfner • Julie Mehretu • Keita Mori • Moonassi • Ignacio Uriarte • Jorinde Voigt. W Polsce Jan Dobkowski
Maess, Aleksandra Waliszewska